# Pål Lillefosse
Pål Haugen Lillefosse (4 de junio de 2001) es un deportista noruego que compite en atletismo. Ganó una medalla de bronce en el Campeonato Europeo de Atletismo de 2022, en la prueba de salto con pértiga.

## Palmarés internacional
| Campeonato Europeo | Campeonato Europeo | Campeonato Europeo | Campeonato Europeo |
| Año                | Lugar              | Medalla            | Prueba             |
| ------------------ | ------------------ | ------------------ | ------------------ |
| 2022               | Múnich (Alemania)  | Medalla de bronce  | Salto con pértiga  |